# Primitivo
Primitivo, zinfandel, tribidrag, crljenak kaštelanski, kratošija – czerwony szczep winorośli właściwej, pochodzący z Chorwacji. Dopiero badania DNA pozwoliły ustalić, że wszystkie pięć nazw dotyczy tego samego szczepu. Nazwa zinfandel jest używana przede wszystkim w Stanach Zjednoczonych, natomiast chorwackie nazwy crljenak kaštelanski i tribidrag w ojczyźnie odmiany, choć np. Jancis Robinson próbuje spopularyzować najstarszą z nich, czyli tribidrag. Primitivo jest tradycyjnie uprawiane od XVIII wieku w Apulii („obcas” Włoch). W połowie XIX wieku trafiło do Stanów Zjednoczonych i stało się tam znane pod nazwą 'Zinfandel' i jej wariantami. Odmiana jest uprawiana na ponad 10% winnic kalifornijskich. Nazwa primitivo jest traktowana przez Instytut Hodowli Winorośli Geilweilerhof jako podstawowa.
Z winogron primitivo powstaje krzepkie czerwone wino, choć w przypadku Stanów Zjednoczonych prym wiedzie produkowane z niej półsłodkie wino różowe White Zinfandel, którego sprzedaż jest sześciokrotnie wyższa od czerwonego wariantu. Wysoka zawartość cukrów w gronach pozwala osiągnąć w trakcie fermentacji poziom alkoholu przekraczający 15%.
Smak czerwonego wina z primitivo zależy od dojrzałości użytych winogron. Jeśli odmiana jest sadzona w chłodniejszym klimacie, przeważają aromaty czerwonych owoców, np. malin. Cieplejszy klimat sprzyja nutom jagód, anyżu i pieprzu, co można osiągnąć również przy niższych temperaturach, jeśli uprawia się wcześniej dojrzewający włoski klon.

## Historia

### Europa (6000 p.n.e. – 1870)
Znaleziska archeologiczne świadczą o uprawie winorośli właściwej (Vitis vinifera) w regionie Kaukazu około 6000 p.n.e. i niewiele późniejszym wykorzystywaniu procesu winifikacji. Uprawy tego gatunku rozprzestrzeniły się zwłaszcza w basenie Morza Śródziemnego. W Chorwacji istniało kilka rodzimych szczepów spokrewnionych z primitivo, na których opierał się przemysł winiarski w XIX wieku. Ich zróżnicowanie pozwala przypuszczać, że odmiana rosła w Chorwacji dłużej niż gdziekolwiek indziej. Klęska filoksery pod koniec XIX wieku niemal całkowicie zniszczyła krzewy tych szczepów. W 2001 odkryto dziewięć krzewów znanych jako crljenak kaštelanski, identycznych genetycznie z primitivo i zinfandelem.
Po badaniach uważa się, że primitivo zostało sprowadzone do włoskiej Apulii w XVIII wieku jako samodzielny klon. Don Francesco Filippo Indellicati, proboszcz parafii w Gioia del Colle w pobliżu Bari wyselekcjonował w 1799 wcześnie dojrzewający (primo) krzew odmiany zagarese i nasadził winorośl w Liponti. Nadał on mu nazwę primativo, od łacińskiego primativus (najwcześniej dojrzewający). Klon dojrzewał już pod koniec sierpnia i na początku XIX wieku zyskał popularność w całej północnej Apulii. Po raz pierwszy nazwa primitivo pojawiła się we włoskich dokumentach urzędowych w latach 70. XIX wieku. Sadzonki trafiły pod koniec XIX wieku do Mandurii (od której nazwę wzięła apelacja DOC Primitivo di Manduria), kiedy hrabina Sabini z Altamury poślubiła Tommaso Schiavoni-Tafuriego z Mandurii i wniosła je w posagu.

### Wschodnie wybrzeże Stanów Zjednoczonych (1829–1850)
Sadzonki primitivo, które dotarły do Stanów Zjednoczonych, pochodziły prawdopodobnie z cesarskiej szkółki w Wiedniu. Monarchia Habsburgów gromadziła w wiedeńskiej szkółce okazy z całego terenu imperium, w tym m.in. z Chorwacji i Dalmacji, która została przyłączona w 1797. George Gibbs, ogrodnik na Long Island, otrzymywał dostawy winorośli m.in. z pałacu Schönbrunn i Europy w latach 1820-1829. Według Sullivana Black Zinfardel of Hungary, wzmiankowany przez Williama Roberta Prince'a w Traktacie o winorośli (A Treatise on the Vine) z 1830 może odnosić się do jednej z odmian otrzymanych przez Gibbsa do 1829. Słownik Webstera sugeruje, że nazwa wywodzi się od węgierskiego tzinifándli (czirifandli), dla którego źródłem jest z kolei niemieckie zierfandler, synonim jasnej odmiany winorośli sylvaner z austriackiego regionu winiarskiego Thermenregion.
Gibbs był w Bostonie w 1830, a wkrótce potem tamtejszy handlarz, Samuel Perkins rozpoczął sprzedaż Zenfendala. W 1830 dostarczył Prince'owi sadzonki podobnej odmiany 'Black St. Peters', która mogła pochodzić z Wielkiej Brytanii, gdzie wiele szczepów ma w nazwie St. Peters. Informacje o tych sadzonkach są skąpe, poza tym, że krzewy 'Black St. Peters', które sadzono w Kalifornii w latach 50. XIX wieku były identyczne z tymi, które dotarły tam jako 'Zinfandel' do lat 70. XIX wieku.
Aż do 1835 Charles M. Hovey, czołowy szkółkarz w Bostonie polecał szczep 'Zinfindal' do uprawy na winogrona deserowe. Odmiana była chętnie uprawiana w ogrzewanych szklarniach, a dojrzewała w nich już w czerwcu. Pierwsza wzmianka o produkcji wina z winogron Zinfindal pochodzi z książki Johna Fiska Allena Practical Treatise in the Culture and Treatment of the Grape Vine z 1847. Wkrótce potem pojawiła się odmiana concord i inne, które można było uprawiać w okolicach Bostonu bez osłon.

### Kalifornia (1850–1933)
Kalifornijska gorączka złota w latach 50. XIX wieku objęła też szkółkarzy, wśród nich Prince'a i Fredericka W. Macondraya, którzy zabrali sadzonki 'Zinfandela'. Prince zanotował, że grona świetnie schną na rodzynki i że przypuszcza, że jego krzewy i 'Black Sonora', na którą natrafił w Kalifornii, są takie same. Kiedy do Kalifornii nadeszły sadzonki 'Black St. Peters', z początku były uważane za osobny szczep, ale do lat 70. XIX wieku zauważono, że nie różnią się niczym od zinfandela.
Pierwszym winiarzem, który wyprodukował kalifornijskie wino z zinfandela, był zapewne Joseph W. Osborne. Zasadził krzewy w swojej winnicy Oak Knoll na północ od Napa, a jego wino z 1857 zyskało uznanie. Areał obsadzony szczepem rósł szybko i pod koniec XIX wieku odmiana była już najpopularniejszą w Kalifornii. Najstarsze zachowane krzewy rosnące w Old Hill datuje się na około 1880 rok.
Z zachowanych starych krzewów produkuje się wina czerwone wyższej klasy, ale większość z nich została wykarczowana w latach 20. XX wieku, w okresie prohibicji (1920–1933). Przyczyny karczowania nie były jednak oczywiste, bowiem nawet podczas prohibicji domowy wyrób win był w praktyce dozwolony i niektóre winnice zajęły się sprzedażą winogron na wino klientom indywidualnym. Zinfandel był popularny wśród winiarzy amatorów mieszkających w pobliżu winnic, jednak podatność odmiany na pleśnienie podczas dłuższego transportu utrudniała sprzedaż na Wschodnie Wybrzeże. Zinfandela wypierał szczep alicante bouschet i inne odmiany o grubszych skórkach, które lepiej znosiły podróż. W 1931 wysłano na wschód dwa razy mniej zinfandela niż alicante bouschet.

### Ponowne odkrycie po prohibicji (od 1933)
Na przełomie lat 20. i 30. przemysł winiarski doświadczył Wielkiego Kryzysu i prohibicji. Wiele spośród winnic, które przetrwały dzięki produkcji samych winogron, znajdowało się w Dolinie Kalifornijskiej, której warunki naturalne nie sprzyjały uzyskaniu wysokiej jakości zinfandela. Okres prohibicji pozostawił po sobie niedostatek winogron dobrej jakości, a zinfandel popadł w niełaskę jako surowiec do produkcji win wzmacnianych. Istnieli jednak winiarze, którzy produkowali jednoodmianowe wina czerwone.
W połowie XX wieku zinfandel, niegdyś wyjątkowo popularna w Kalifornii odmiana, był zapomniany. W 1972 H.W. Yoxall, brytyjski pisarz specjalizujący się w tematyce winiarskiej napisał: „Jest w Kalifornii zachwycająca odmiana, zinfandel, która jakoby pochodzi z Węgier, ale tam jest obecnie nieznana”.  W 1974 amerykańscy autorzy określali zinfandela jako „produkt charakterystyczny dla Kalifornii, nieuprawiany nigdzie indziej” i „czerwony szczep charakterystyczny dla Kalifornii”.
W 1972 Bob Trinchero z wytwórni Sutter Home zdecydował się odlać część moszczu z kadzi (tzw. saignée), by zwiększyć koncentrację tanin i koloru w winie produkowanym pod marką Deaver Vineyard Zinfandel. Odlany moszcz winifikował na wytrawne wino i chciał je wypuścić na rynek pod nazwą Oeil de Perdrix, znaną ze szwajcarskiego wina produkowanego tą samą metodą. Amerykańskie Bureau of Alcohol, Tobacco, Firearms and Explosives, sprawujące m.in. nadzór nad produkcją alkoholu zażądało uzupełnienia nazwy o angielskie tłumaczenie i Trinchero dodał do nazwy "White Zinfandel". Wyprodukował wówczas 220 skrzynek. W tamtym okresie popyt na białe wina przekraczał podaż winogron o jasnej skórce, przez co wielu kalifornijskich winiarzy ulegało pokusie produkcji „białych” win z odmian o ciemnej skórce poprzez ograniczenie kontaktu soku ze skórką do minimum. Podczas winifikacji rocznika 1975 pojawiły się komplikacje – drożdże wymarły, zanim cały cukier uległ fermentacji. Po dwóch tygodniach i degustacji Trinchero zdecydował się sprzedać tak powstałe różowe, słodkawe wino. Lekka słodycz White Zinfandela stała się sukcesem na miarę wina Mateus Rosé po II wojnie światowej. Przez większość lat 80. i 90. XX wieku zinfandel był najpopularniejszym winem odmianowym w Stanach Zjednoczonych. W 2006 White Zinfandel był co dziesiątym (9,9%) winem sprzedawanym w Stanach Zjednoczonych (według wartości: 6,3%), sprzedano go sześciokrotnie więcej niż czerwonego wariantu. Większość White Zinfandela pochodzi z winnic w Dolinie Kalifornijskiej (Central Valley), produkujących wyłącznie to wino.
Krytycy winni w latach 70. i 80. XX wieku opisywali White Zinfandel jako cukierkowy, bez wyrazu i nie wart zainteresowania, choć później tłoczone wina stały się bardziej owocowe, a ich słodycz jest mniej landrynkowa.

## Związek ze szczepami primitivo, crljenak kaštelanski i tribidrag

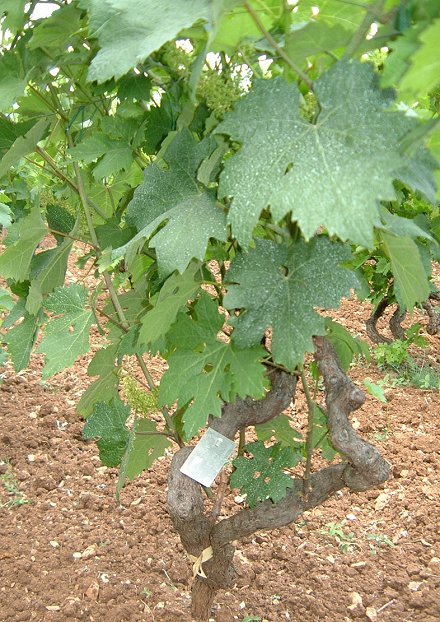
Krzew odmiany 'Crljenak Kaštelanski', w winnicy, w której został odkryty. Blaszka uniwersytetu w Zagrzebiu oznacza krzew zarezerwowany do badań genetycznych

Przez długi czas zinfandela uważano za „amerykańską winorośl i wino” (America's vine and wine). Kiedy Austin Goheen, patolog roślinny z University of California, Davis (UCD) przebywał we Włoszech w 1967 zauważył, że wino tłoczone z primitivo bardzo przypomina mu zinfandela. Również inni badacze w tamtym okresie zauważyli podobieństwo. W 1968 primitivo sprowadzono do Kalifornii i w 1972 ampelografowie uznali odmianę za identyczną z zinfandelem. W 1975 z winogron ze sprowadzonych krzewów zrobiono pierwsze wino, które sprawiało wrażenie zinfandela. W 1975 doktorant Wade Wolfe wykazał, że oba szczepy mają identyczną konfigurację charakterystycznych izoenzymów.
W 1976 dr Lamberti z Bari poinformował Goheena, że primitivo może być chorwacką odmianą plavac mali. Goheen w trakcie badań z użyciem analizy charakterystycznych izoenzymów doszedł do wniosku, że są one podobne, ale nie identyczne. Różnice między wspomnianymi odmianami kwestionowali niektórzy Chorwaci, wśród nich kalifornijski winiarz Mike Grgich. W 1991 Grgich i inni winiarze założyli stowarzyszenie Zinfandel Advocates and Producers (ZAP), które zajmowało się promocją odmiany i produkowanego z niej wina oraz wspieraniem badań naukowych. Dzięki wsparciu ZAP Carole Meredith z University of California, Davis odbyła podróż do Chorwacji, podczas której we współpracy z uniwersytetem w Zagrzebiu zebrała 148 próbek odmiany plavac mali z całej Dalmacji.
W 1993 Carole Meredith i John Bowers za pomocą badań DNA pokazali, że primitivo i zinfandel są klonami tej samej odmiany. Porównawcze badania uprawne wskazały, że „Klony primitivo z reguły okazują się lepsze od zinfandela: owoce dojrzewają wcześniej, plony są zbliżone albo wyższe, a odporność na szarą pleśń bywa wyższa”. Wnioski są zgodne z teorią, że primitivo było wcześnie dojrzewającym klonem chorwackiej winorośli.
W 1998 grupa badawcza Meredith doszła do wniosku, że plavac mali nie jest tym samym, co zinfandel, ale ich podobieństwo wynika z genetycznej relacji rodzic-potomek (jedna z odmian powstała ze skrzyżowania drugiej z inną). W 2000 okazało się, że plavac mali jest krzyżówką primitivo/zinfandela z inną, nieustaloną jeszcze wówczas odmianą. Odmianę tę odkryli później Ivan Pejić i Edi Maletić z Uniwersytetu w Zagrzebiu: okazała się nią odmiana dobričić, stary szczep z leżącej na Morzu Adriatyckim wyspy Šolta.
To odkrycie pozwoliło na ograniczenie poszukiwań primitivo w Chorwacji do centralnej Dalmacji i położonych w tym pasie wysp. Wśród zebranych próbek znaleziono krzew o zgodnym DNA. Próbka była pobrana w 2001 z należącej do Ivicy Radunića winnicy w Kaštel Novi. Crljenak kaštelanski („czerwony z Kašteli”) jest reprezentantem primitivo/zinfandela w naturalnym środowisku, choć od czasu wysłania sadzonek do Włoch i USA pojawiły się pewne różnice genetyczne. Po stwierdzeniu, że wszystkie te określenia dotyczą tego samego szczepu, Meredith określa odmianę skrótem ZPC – Zinfandel/Primitivo/Crljenak Kaštelanski.
Winnica na wyspie liczyła tylko 9 krzewów crljenaka kaštelanskiego wśród tysięcy innych. W 2002 odkryto kolejne, uprawiane w nadbrzeżnym miasteczku Omiš pod nazwą pribidrag. Obydwa klony są hodowane w Kalifornii w szkółce Ridge Vineyards, przy czym infekcje wirusowe opóźniły ich rozpowszechnienie. Pierwsze chorwackie wino odmianowe z ZPC zostało wyprodukowane przez Ediego Maleticia w 2005. W Kalifornii popularność klonu primitivo wzrosła, jednak wydaje się tam rosnąć mniej bujnie niż zinfandel. Produkowane z tego klonu wina mają podobno bardziej wyraziste aromaty przypraw korzennych.
Na potrzeby wydanej w 2012 książki Wine Grapes Jancis Robinson, Julia Harding i specjalizujący się w winorośli genetyk José Vouillamoz przeprowadzili dalsze badania korzeni zinfandela. Badania, w tym DNA dowiodły, że zinfandel jest chorwackim szczepem znanym w okolicach Splitu jako tribidrag już w XV wieku, a kluczowego dowodu dostarczył 90-letni krzew uprawiany w ogrodzie starszej pani w Splicie. Według chorwackiego językoznawcy, Valentina Putaneca, słowo tribidrag(a) pochodzi z greckiego πρωι καρποζ (wcześnie dojrzewający), co odpowiada etymologii primitivo.
W późniejszych badaniach tribidraga oznaczono jako rodzica odmian plavina, grk, vranac i crljenak crni. W 2008 potwierdzono, że tribidrag jest identyczny z czarnogórską odmianą kratošija, co przypuszczano już w połowie XX wieku.

### Kwestie prawne
Regulacje prawne dotyczące etykiet nie nadążają za badaniami DNA, częściowo ze względów marketingowych. Unia Europejska uznała w styczniu 1999 zinfandela za synonim primitivo, co oznacza, że pochodzące z Włoch wina primitivo mogą być etykietowane jako zinfandel w Stanach Zjednoczonych i innych krajach, które akceptują w tym zakresie prawo unijne. Włoscy winiarze skwapliwie skorzystali z tych przepisów i eksportują swoje wyroby za ocean jako zinfandel z akceptacją Alcohol and Tobacco Tax and Trade Bureau (TTB).
Inne przepisy obowiązują winiarzy amerykańskich. Według stanu na styczeń 2014 zarówno zinfandel jak i primitivo są dopuszczone w Stanach Zjednoczonych przez TTB do produkcji win, ale nadal nie są oznaczone jako synonimy. Oznacza to, że amerykańscy winiarze muszą oznaczać swoje wina jako zinfandel albo primitivo w zależności od klonu, który uprawiają. Bureau of Alcohol, Tobacco, Firearms and Explosives (ATF) wniosło w 2002 o uznanie obu nazw za synonimy, ale wskutek nacisków wniosek RIN 1513–AA32 został w 2008 wycofany.

## Uprawa i produkcja wina

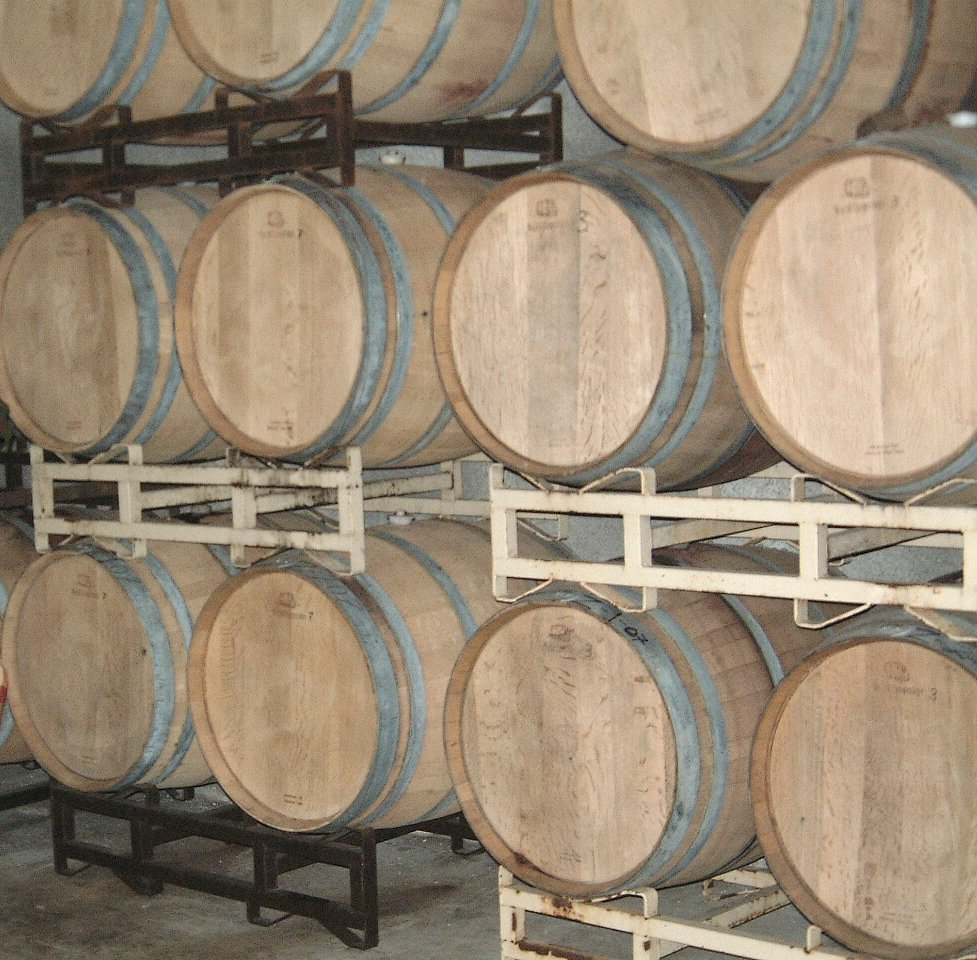
Starzenie zinfandela w beczkach

Krzewy rosną dość bujnie i najbardziej lubią gorący klimat, choć nie nadmiernie, gdyż upał może spowodować obsychanie gron. Grona są duże i zwarte, a skórka jagód cienka. Szczep lubi przepuszczalne gleby. Odmiana jest dość podatna na szarą pleśń, przy czym wrażliwszy jest klon zinfandel. Owoce dojrzewają stosunkowo wcześnie i mają wysoki poziom cukrów. W sprzyjających warunkach atmosferycznych można pozwolić winogronom na przejrzenie, by uzyskać deserowe wino z opóźnionego zbioru (fr. vendanges tardives, niem. Spätlese). Zaletą primitivo jest oddawanie terroir i możliwość nadania mu własnego stylu przez winiarzy.
Charakterystyczne dla odmiany jest nierówne dojrzewanie poszczególnych jagód w gronie: w gronie mogą być jednocześnie wysuszone na rodzynki, przejrzałe i zielone, niedojrzałe jagody. Niektórzy winiarze winifikują wszystkie jagody jednocześnie, inni decydują się na ręczny zbiór wybranych gron albo nawet jagód przez kilka tygodni. Proces ten jest jednym ze składników wysokiej ceny niektórych zinfandeli
Czerwonym winom produkowanym ze szczepu zarzuca się zbyt wysoki poziom alkoholu, choć nowoczesne technologie winiarskie pozwoliły na ograniczenie tego problemu. Niektórzy producenci, jak np. Joel Peterson rezygnują z nich, gdyż uważają, że odwrócona osmoza i inne techniki usuwania alkoholu pozbawiają napój również innych charakterystycznych cech. Peterson twierdzi, że jeśli tylko garbniki i inne właściwości danego wina dobrze komponują się z 15% alkoholu, to należy pozostawić wino takie, jakie jest z natury.
Smak wina zależy m.in. od momentu zbioru owoców, długości fermentacji i maceracji oraz od ewentualnego starzenia w beczkach. Zawartość cukru w gronach w okresie zbioru (mierzona skalą Ballinga albo Brixa) ma również istotny wpływ na aromat. Winogrona na White Zinfandela są zbierane przy 20° dojrzałości, kiedy cechy charakterystyczne dla odmiany są jeszcze słabo wykształcone, choć zdarzają się nuty tytoniu i skórki jabłka. Przy 23° (poziom określany w przypadku większości odmian jako „dojrzały”) pojawiają się aromaty truskawki, stopień wyżej wiśni, a nuty jagód przy 25°.

## Rozpowszechnienie i wina

### Stany Zjednoczone

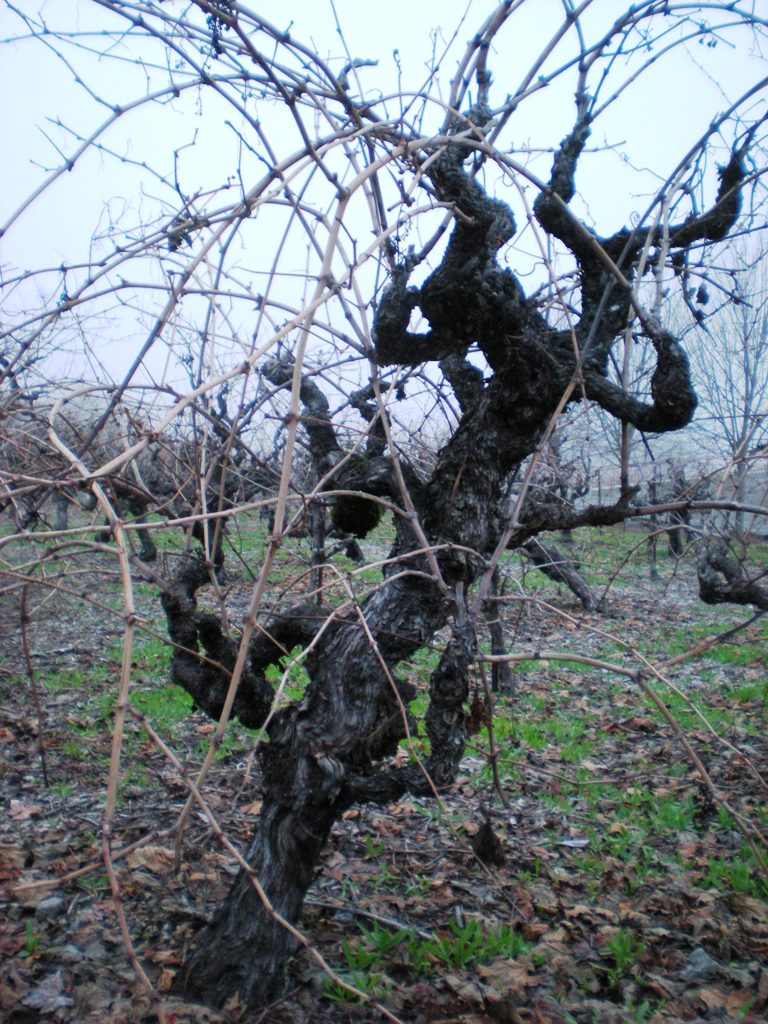
Zinfandel zimą w hrabstwie Sonoma w Kalifornii

Zinfandel jest najbardziej rozpowszechniony w winnicach kalifornijskich, ale odmianę uprawia się również w innych stanach: Arizonie, Kolorado, Illinois, Indianie, Iowa, Massachusetts, Nevadzie, Nowym Meksyku, Nowy Jork, Karolinie Północnej, Ohio, Oregonie, Tennessee, Teksasie i Waszyngtonie. Amerykańscy winiarze produkują wina w licznych stylach: od deserowych win z późnego zbioru poprzez różowego White Zinfandela i lekkie czerwone wina podobne do beaujolais aż po pełne czerwone wina i wzmocnione w rodzaju porto.
Początkowo krzewy zinfandela były uprawiane wspólnie z odmianami durif (petite syrah), carignan, grenache, mourvèdre, mission (listan prieto) i muscat (o składzie wina decydowały proporcje odmian w winnicy). Choć od tego czasu większość winnic uległa uporządkowaniu, to kalifornijscy winiarze nadal używają domieszek, przede wszystkim petite syrah. W 2011 zinfandelem było obsadzonych ok. 10% powierzchni kalifornijskich winnic. W 2012 roku wytłoczono 448 tys. ton winogron zinfandel (primitivo), co dawało wtedy odmianie trzecią lokatę, za chardonnay i cabernet sauvignon, a przed merlotem.

#### Regiony w Kalifornii
W Kalifornii 80% gron zinfandel pochodzi z ok. 20% hrabstw. Największe regiony produkcji (Hrabstwo San Joaquin, Hrabstwo Stanislaus i Madera są źródłem gron przede wszystkim na wina kupażowane i niewymyślne wina w kartonikach lub większych butelkach (jug wine).
Niektóre regiony uchodzą za wyjątkowo sprzyjające uprawie zinfandela, a każdy z nich cechuje się własnym stylem.
- W hrabstwie Amador powstają pełne, wyraziste zinfandele z wyjątkowo dojrzałych gron, które charakteryzują się aromatami słodkich czerwonych owoców[51].
- Winiarze z okolic Santa Cruz produkują wina podobne w stylu do tych z hrabstwa Amador, mimo iż uprawiają jedynie ok. 4,5 ha[5][49]
- Hrabstwo Sonoma ustępuje powierzchnią winnic obsadzonych zinfandelem jedynie hrabstwu San Joaquin[5]. Na tym terenie znajduje się apelacja Dry Creek Valley AVA, znana z soczystych zinfandeli o wyraźnej owocowości, zrównoważonej kwasowości i nutach jagód i anyżu[8][49]. Wina z Dry Creek Valley obejmują różne style: od wysokoalkoholowego wina, podobnego do tego z Amador, aż po zrównoważone, korzenne trunki[51].
- San Luis Obispo, w szczególności apelacja Paso Robles AVA produkuje dzięki wysokim temperaturom w ciągu dnia i chłodnej bryzie wieczorem delikatne zinfandele[49][51].
- Choć Dolina Napa słynie z win z odmian cabernet sauvignon, merlot i syraha, to produkuje się tu również wina zinfandel, opisywane jako z wyraźnym aromatem śliwek, czerwonych owoców i nutami cedru i wanilii[8][49]. Często wytwarzane w lekkim stylu claret (jak w Bordeaux)[51].
- W cieplejszych latach w dolinie Russian River powstają dobre wina, natomiast przy gorszej pogodzie winogrona nie dojrzewają dostatecznie i wina cechują się nadmierną kwasowością[49]. Przeważają stare krzewy zinfandel, o aromacie przypraw korzennych, ale niższej mocy niż gdzie indziej[51].
- Wina z hrabstwa Mendocino cechują się wysoką jakością, ale ze względu na skromny marketing są mniej znane[51].
- W okolicach Lodi rosną jedne z najstarszych krzewów w Kalifornii. Czerwone wina mają opinię owocowych i bezpretensjonalnych, natomiast większość gron jest przerabiana na White Zinfandela[49].

### Włochy
Większość primitivo jest uprawiana w Apulii, „obcasie włoskiego buta”, a odmiana jest 12. w rankingu najpopularniejszych szczepów. Najważniejszymi apelacjami DOC są Primitivo di Manduria i Gioia del Colle w Apulii oraz Falerno del Massico i Cilento w Kampanii. Wina primitivo di manduria są oferowane w wariancie wytrawnym oraz w słodkim (Dolce Naturale) i wzmocnionym (Liquoroso Dolce Naturale, Liquoroso Secco). Ogólna apelacja Gioia del Collo dla win czerwonych (rosso) i różowych (rosato) określa udział primitivo na 50–60%, a jeśli wino zostało oznaczone dodatkowo jako szczepowe primitivo – 100%. Wino falerno w przynajmniej 85% musi składać się z odmiany. W winach oznaczonych apelacją Cilento Rosso albo Rosato DOC udział odmiany waha się między 10 a 20%.
Tradycyjnie winogrona były tłoczone i winifikowane, a wino wysyłane na północ kraju (Toskania i Piemont), gdzie służyło do wzbogacania tamtejszych win. Po odkryciu związku między primitivo a zinfadelem wzrosła powierzchnia winnic i produkcja win odmianowych. Większość włoskiego primitivo to wonne, krzepkie wino o wysokiej zawartości alkoholu. Niektórzy winiarze oferują wina starzone w nowych beczkach z amerykańskiego dębu, by nadać winu styl amerykańskiego zinfandela.
W 1990 uprawy we Włoszech sięgały ok. 17 000 ha, w 2000 roku 7951 ha.

### Chorwacja
Chorwacki crljenak kaštelanski nie był sprzedawany samodzielnie przed odkryciem związku z zinfandelem. Profesor Maletić otrzymał z Davis w Kalifornii sadzonki obu klonów: zinfandel i primitivo i zasadził je na wyspie Hvar. Pierwsze wina odmianowe ze szczepu wytłoczono w Chorwacji w 2005. Popyt na odmiany o ciemnej skórce jest duży, a władze wspierają badania nad odmianą. Według statystyk Uniwersytetu w Zagrzebiu uprawy crljenaka kaštelanskiego wzrosły z 22 krzewów w 2001 do ok. 2000 sztuk w 2008. W 2012 było ich już ok. 200 000.

### Inne państwa
Primitivo jest popularną odmianą w Czarnogórze i jest tam uprawiany pod nazwą kratošija. W macedońskich winnicach szczep spotyka się wśród starych krzewów innych odmian. Winiarze zamiast selekcji decydują się raczej na zakup sadzonek z Włoch.
Stare krzewy, pochodzące z lat 30. XX wieku zostały odkryte w stanie Kalifornia Dolna w Meksyku. Odmiana uprawiana jest również w zachodniej Kanadzie.
Niewielkie uprawy istnieją w Australii, w Mudgee w Nowej Południowej Walii, a także w Australii Zachodniej i Południowej, w McLaren Vale. Szczep jest uprawiany również w Republice Południowej Afryki, a jeden z tamtejszych producentów został nawet wyróżniony medalem czasopisma Decanter.
We Francji wino szczepowe z primitivo w 2012 roku oferował tylko jeden winiarz.

## Połączenia kulinarne
Wina z primitivo, zwłaszcza w wariancie zinfandel, często kojarzą się z dżemem, dzięki czemu mogą towarzyszyć nawet mocno przyprawionym i osolonym potrawom. Polecane są na przyjęcia na świeżym powietrzu. Z połączeń kulinarnych wymienia się duszone mięsa i wątróbkę drobiową.

## Synonimy
Lista według katalogu VIVC:
crljenak kaštelanski, gioia del colle, kratošija, locale, morellone, plavac veliki, primaticcio, primativo, primitivo di gioia, primitivo nero, uva della pergola, uva di corato, zin (potocznie), zinfandel, ZPC, black st. peters, zenfendal, zinfardel, zinfindal, taranto, zeinfandall, zinfardell, zinfindel, zinfandal.